# Arachnothelphusa
Arachnothelphusa is een geslacht van kreeftachtigen uit de klasse van de Malacostraca (hogere kreeftachtigen).

## Soorten
- Arachnothelphusa kadamaiana (Borradaile, 1900)
- Arachnothelphusa melanippe (de Man, 1899)
- Arachnothelphusa rhadamanthysi (Ng & Goh, 1987)
- Arachnothelphusa terrapes (Ng, 1991)
- Arachnothelphusa merarapensis (Grinang, Pui & Ng, 2015)
- Arachnothelphusa sarang (Grinang & Ng, 2021)